# الكراديسي
حسن بن خليل بن مزروع، أبو محمد، شمس الدين الطبني الكراديسي (823 - 887 هـ / 1420 - 1482 م) هو موقت، كان مؤذناً بالقاهرة. نسبته إلى طبنة بالجزائر.

## آثاره
من آثاره: «كفاية المحتاج من الطلاب إلى معرفة المسائل الفلكية بالحساب» ، و«مقدمة في عمل الهلال» و«أشكال الوسائط في المنحرفات والبسائط» في شستربتي.